# Triana (Alabama)
Triana is een plaats (town) in de Amerikaanse staat Alabama, en valt bestuurlijk gezien onder Madison County.

## Demografie
Bij de volkstelling in 2000 werd het aantal inwoners vastgesteld op 458.
In 2006 is het aantal inwoners door het United States Census Bureau geschat op 479, een stijging van 21 (4,6%).

## Geografie
Volgens het United States Census Bureau beslaat de plaats een oppervlakte van
3,3 km², geheel bestaande uit land. Triana ligt op ongeveer 190 m boven zeeniveau.

## Plaatsen in de nabije omgeving
De onderstaande figuur toont de plaatsen in een straal van 24 km rond Triana.